# Gargaú
Gargaú é um bairro do município brasileiro de São Francisco de Itabapoana, estado do Rio de Janeiro. A localidade situa-se junto à foz do Rio Paraíba do Sul e é reconhecida pelos seus importantes manguezais e seus fortes ventos, importantes para estudos eólicos, além da pitoresca praia.

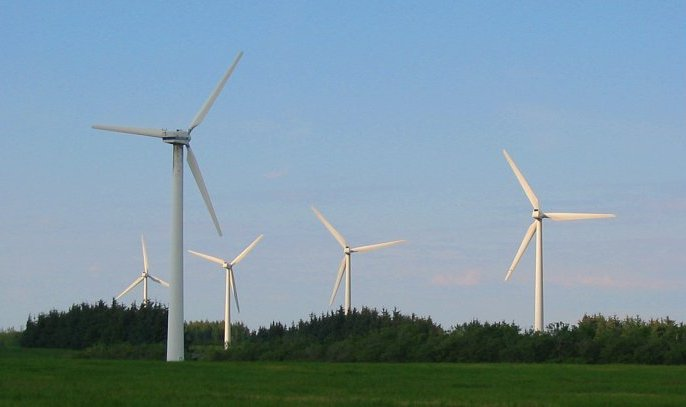
`Parque eólico

## História
Gargaú permaneceu por séculos isolada, a exemplo de Guaxindiba e Atafona, as quais só recentemente se tornaram balneários da moda para famílias norte-fluminenses e mineiras. O patrimônio arquitetônico do distrito é formado por casarões da década de 50 e o barracão, utilizado no passado para fazer as feiras da localidade — hoje um espaço cultural dotado de uma pequena biblioteca e espaço para alguns projetos sociais.

## Topônimo
O topônimo Gargaú é uma corruptela do tupi guaraguá-ú, que em português significa «rio do peixe-boi» ou «onde o peixe-boi come»

## Manguezal de Gargaú
O Manguezal de Gargaú, localizado no delta do Rio Paraíba do Sul, é considerado o segundo maior do estado e é tombado como ‘área de Mata Atlântica’ pelo Decreto Estadual de 06/03/1991. Apresenta uma grande biodiversidade que atrai a atenção de vários ambientalistas e pesquisadores na área de todo o país, nele podemos encontrar várias espécies de caranguejos, guaiamus, pacas, cobras como jibóias entre outros, além de aves como as garças; na vegetação predominam os vegetais halófitos em formações de vegetação litorânea ou em formações lodosas. Infelizmente o manguezal não é preservado e sofre com a degradação gradativa, como o despejo de esgoto in natura no mesmo. 

## Parque eólico
Desde o final de 2010, a orla do distrito, que é protegida pela Marinha do Brasil, recebeu num longo trecho o primeiro parque eólico da região Sudeste, denominado “Parque Eólico de Gargaú”, que é administrado pela empresa privada Gesa – Gargaú energética S.A. 
Tal parque vem atraindo turistas que buscam vislumbrar as imensas torres de geração de energia que se destacam ao longe – o parque pode ser visto de São João da Barra, do outro lado do rio Paraíba do Sul, a quase 50 quilômetros de distância. A obra impressiona pelo tamanho: cada uma das 17 torres tem 80 metros de comprimento, podendo alcançar 110 metros totais com uma das pás (ou hélices) na vertical. Cada pá tem 30 metros de extensão. São três pás para cada torre. 
Estima-se que a obra, avaliada inicialmente em R$ 140 milhões, tenha custado o dobro ao término da construção. Foram dois anos de obras, envolvendo trezentas pessoas.